# پوشاک اشکانی

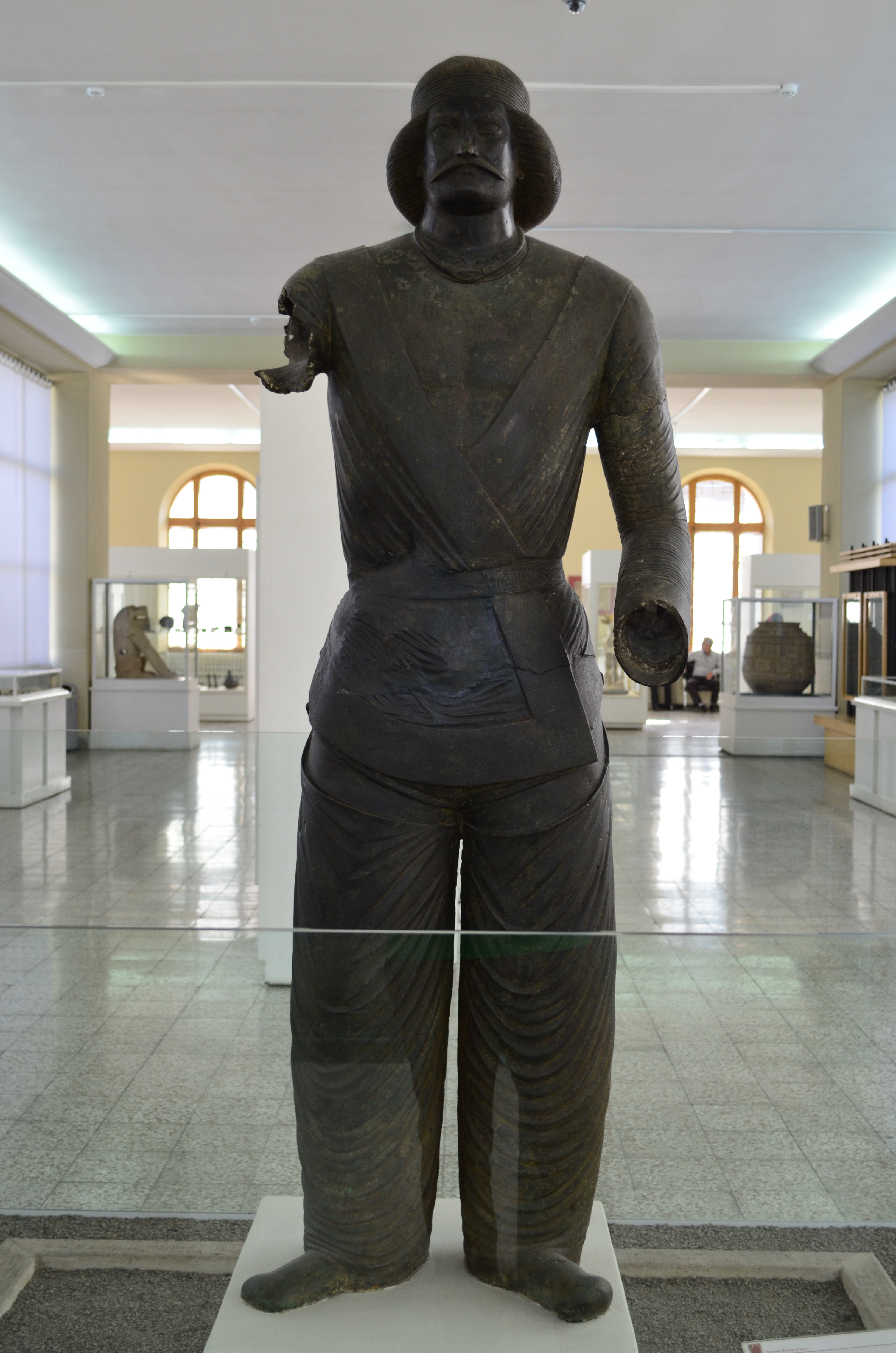
تندیس بزرگ‌زاده اشکانی با لباس بومی

پوشاک اشکانی که بیشتر توسط پارت‌ها پوشیده می‌شد، در دوره اشکانی به لباس رایج در خاور نزدیک باستان تبدیل شد. مشخصه این پوشاک روپوش آستین‌دار و شلوار بود و با عبور از موانع سیاسی و نژادی در منطقه‌ای گسترده از سوریه تا شمال هند پویشده می‌شد. این پوشاک دارای طرح‌هایی بودند که پیشتر در دوره هخامنشی نیز به کار می‌رفتند. فتح خاور نزدیک به دست اسکندر مقدونی و حکومت سلوکیان پس از آن هیچ تغییری در پوشاک ایرانیان به وجود نیاورد و حتی منجر به گسترش بیش از پیش آن و تاثیرش بر پوشاک یونانی شد.